# Tilhar
Tilhar ist eine Stadt im indischen Bundesstaat Uttar Pradesh.
Die Stadt ist Teil des Distrikts Shahjahanpur. Tilhar hat den Status eines Nagar Palika Parishad. Die Stadt ist in 25 Wards gegliedert. Sie hatte am Stichtag der Volkszählung 2011 61.444 Einwohner, von denen 31.908 Männer und 29.536 Frauen waren. Muslime bilden die Mehrheit der Bevölkerung in der Stadt. Die Alphabetisierungsrate lag 2011 bei 50,77 %.
Tilhar ist die älteste Stadt des heutigen Distrikt Shahjahanpur. In der Mogulperiode versorgte die Stadt die Mogularmee mit Bögen, die hier gefertigt wurden. In dieser Zeit war die Stadt unter dem Namen Kamaan Nagar bekannt.